# Saint-Laurent-de-Chamousset
Saint-Laurent-de-Chamousset település Franciaországban, Rhône megyében. Lakosainak száma 1950 fő (2022. január 1.). Saint-Laurent-de-Chamousset Longessaigne, Brullioles, Brussieu, Les Halles, Haute-Rivoire, Souzy, Saint-Clément-les-Places és Saint-Genis-l'Argentière községekkel határos.

## Népesség
A település népessége az elmúlt években az alábbi módon változott:
| Lakosok száma | 1928 | 1887 | 1966 | 1827 | 1817 | 1805 | 1798 | 1883 | 1950 |
|               | 2013 | 2015 | 2016 | 2017 | 2018 | 2019 | 2020 | 2021 | 2022 |